# شنيانغ جيه-50
شنيانغ جيه-50 هو اسم تخميني أطلقه محللو الشؤون العسكرية على طائرة ذات تصميم جناح لامدا بدون ذيل ومحركين نفاثين يتم تطويرها من قبل شركة شنيانغ للطائرات (SAC).تُعتبر أحيانًا مقاتلة من الجيل السادس.
في ديسمبر 2024، زُعم أنه تم رصد طائرة يُعتقد أنها من طراز جيه-50 أثناء اختبارات الطيران في مدينة شنيانغ، مقاطعة لياونينغ ، الصين ، والتي أطلق عليها المحللون مؤقتًا اسم Shenyang J-50، نظرًا للمعلومات المحدودة المتاحة.  